# Villeneuve-Minervois
Villeneuve-Minervois ou Vilanòva de Menerbés é uma comuna francesa na região administrativa de Occitânia, no departamento de Aude. Estende-se por uma área de 23,85 km². Em 2010 a comuna tinha 1 014 habitantes (densidade: 42,5 hab./km²).